# ماريانو توريس
ماريانو توريس (بالإسبانية: Mariano Torres)‏ (19 مايو 1987 ببوينس آيرس في الأرجنتين - ) هو لاعب كرة قدم أرجنتيني في مركز الوسط. لعب مع بوكا جونيورز وديبورتيفو سابريسا وسانتو أندريه وغودوي كروز ولاسك لينتس ونادي خورخي ويلسترمان ونادي كورينثيانز وهوراكان ونادي كوبريسال ونادي ناوتيكو.

## روابط خارجية
- ماريانو توريس على موقع قاعدة بيانات كرة القدم.إي يو (الإنجليزية)
- ماريانو توريس على موقع Soccerway.com (الإنجليزية)
- ماريانو توريس على موقع عالم كرة القدم.نت (الإنجليزية)
- ماريانو توريس على موقع AS.com (الإسبانية)